# Shoukoushi Ceddie
Shoukoushi Ceddie, também conhecido como Shōkōshi Sedi (小公子セディ, traduzido como O Pequeno Príncipe Cedie), é uma série de anime japonesa produzido pela Nippon Animation em 1988 como parte da World Masterpiece Theater. A série é baseada no livro O Pequeno Lord de Frances Hodgson Burnett.

## Enredo
A história é sobre um menino americano chamado Cedric Errol (mais carinhosamente conhecido como Cedie), que desde cedo descobre que ele é o único herdeiro de um conde britânico e deixa Nova Iorque para se estabelecer na residência do castelo do seu ancestral. Depois de sua resistência inicial, ele é acompanhado pela sua mãe de classe média, viúva do herdeiro James Errol. Seu avô, o Conde de Dorincourt, que pretende ensinar o garoto a se tornar um aristocrata, mas Cedie inadvertidamente ensina sua compaixão ao avô e à justiça social, e a simplicidade natural e o amor maternal querido dele aquece o coração do velho.

## Música
Tema de abertura
- "Meu Cedie" (ぼくらのセディ, Bokura no Sedi)

Letras de: Michio Yamagami
Composição de: Kōichi Morita
Arranjo de: Kazuo Ōtani
Canção de: Hikaru Nishida
Tema de encerramento
- "Por uma questão de amar alguém" (誰かを愛するために, Dare ka wo Aisuru Tameni)

Letras de: Michio Yamagami
Composição de: Kōichi Morita
Arranjo de: Kazuo Ōtani
Canção de: Hikaru Nishida

## Curiosidades
- Shōkōshi Cedie foi um grande sucesso nas Filipinas, como era outra obra adaptada de Hodgson Burnett em anime, como a Princess Sarah. Ambas as séries foram adaptadas em longas-metragens, filmes em live-action pela Star Cinema. A adaptação do filme Cedie: Ang Munting Prinsipe foi estrelado por um ex-ator infantil Tom Taus Jr. como o personagem homônimo.
- Um videogame baseado na série foi feito pela Nintendo Family Computer e foi lançado dia 24 de Dezembro de 1988.
- Em um dos episódios, Cedie é visto lendo uma revista da National Geographic, que contou com aristocratas britânicos.